# 秋草学园短期大学
秋草学园短期大学（日语：／ Akikusa Gakuen Tanki Daigaku *），简称秋短，是一所位于日本埼玉县所泽市的私立短期大学。

## 概要

### 简介
- 学校最早可以追溯到1949年[2][3]。短期大学为于1979年开办[3]、由学校法人秋草学园经营。招収只女学生从开办[4]。

### 历史
- 1979年 秋草学园短期大学成立并同时设置一个学科即幼儿教育学科（第一部、第二部）[3]。
- 1985年 两个学科成立、以下列举[3]。
  - 日文科
  - 经营科
- 1997年 幼儿教育专攻成立于专科[3]。
- 2001年 两个学科改名为、以下列举[3]（各自招生到于2006年、改编为文化表现学科于2007年[5]）。
  - 日文科→日本文化表现学科（正式停办于2009年[5]）
  - 经营科→商务管理学科（正式停办于2010年[5]）
- 同年 地区保育学科成立。同时设置两个课程、以下列举[3]。
  - 第一部（改编为地区保育学科于2007年）
  - 第二部（但招生到于2006年）

### 宪章
- 请参看秋草学园短期大学的标志 （页面存档备份，存于） （日語） 2014年2月25日阅览。

## 学校环境
- 校区：在埼玉县所泽市

## 历任校长
- 秋草かつえ：第一代短期大学校长[6]。
- 近喰晴子：现在短期大学校长[7]

## 组织

### 学科
- 幼儿教育学科
  - 第一部
  - 第二部
- 文化表现学科
- 地区保育学科

### 前学科
| - 幼儿教育学科 - 第一部 - 第二部 - 日本文化表现学科 - 商务管理学科 - 地区保育学科 - 第一部 - 第二部 |

### 专科
| - 幼儿教育专攻 |

### 业余课程
| - 没有 |

## 知名校友
- 吉泽秋绘：原小猫俱乐部的一员

## 相关链接
- 日本短期大学列表